# Персидская принцесса
Персидская принцесса (или персидская мумия) — мумия предполагаемой персидской принцессы, обнаруженная в октябре 2000 года в пакистанском Белуджистане. После широкой огласки и дальнейшего изучения мумия оказалась археологической подделкой и, возможно, жертвой убийства.

## Обнаружение мумии
Мумия найдена 19 октября 2000 года. Власти Пакистана были предупреждены о видеозаписи, сделанной Али Акбаром, в которой он утверждал о продаже мумии. Во время допроса полицией Акбар рассказал им о местонахождении мумии: в доме лидера общины Вали Мохаммеда Реки в Харане, Белуджистан, недалеко от границы с Афганистаном. Реки утверждал, что получил мумию от иранца по имени Шариф Шах Бахи, сообщившем, что нашел её после землетрясения около Кветты. Мумия была выставлена на продажу на чёрном антикварном рынке за 600 миллионов рупий, что эквивалентно 11 миллионам долларов США. Реки и Акбару выставили обвинение в нарушении местного закона о культурных ценностях, которое предусматривает наказание в виде лишения свободы сроком на 10 лет.

## Идентификация
На пресс-конференции 26 октября археолог Ахмад Хасан Дани из Университета Каид-и-Азама Исламабада объявил, что мумия являлась принцессой, жившей приблизительно в 600 году до н. э. Мумия была запелёнута по древнеегипетскому обряду и покоилась в позолоченном деревянном гробу с клинописной резьбой внутри каменного саркофага. Гроб был вырезан с большим изображением Фаравахара (главного символа зороастризма). На мумии остались слои воска и мёда, покоилась она под каменной плитой, на голове сохранилась золотая корона. Надпись на нагрудной золотой пластине гласила, что покойная была малоизвестной дочерью персидского царя Ксеркса I по имени Родугуне из династии Ахеменидов.
Археологи предположили, что она могла быть древнеегипетской принцессой, состоявшей в браке с персидским принцем, или же дочерью Кира Великого из персидской династии Ахеменидов. Однако метод мумификации был египетским, да и с персидскими мумиями они прежде не сталкивались.
Правительства Ирана и Пакистана вскоре начали спорить о принадлежности мумии. Главы организации по охране культурного наследия Ирана заявили, что являются членами персидской королевской семьи и потребовали возвращения мумии. Штаб-квартира археологического департамента Пакистана заявила, что она принадлежит Пакистану, так как была найдена в Белуджистане. Талибан Афганистана также предъявил иск. Жители Кветты потребовали, чтобы полиция вернула мумию им.
В ноябре 2000 года мумия была выставлена в Национальном музее Пакистана.

## Разоблачение
Огласка информации о персидской принцессе побудила американского археолога Оскара Уайта Мускарелла выступить с сообщением об инциденте после того, как ему были показаны фотографии мумии. Аманолла Ригги, посредник, работающий от имени неизвестного торговца антиквариатом в Пакистане, обратился к нему, заявив, что его владельцы, что привезли его в страну, принадлежат к зороастрийской общине. Он утверждал, что это была дочь Ксеркса, основываясь на переводе клинописи на нагрудной пластине.
Клинопись на нагрудной пластине содержала отрывок из Бехистунской надписи, высеченной во время правления Дария, отца Ксеркса на скале Бехистун в западном Иране. Когда представитель посредника отослал фрагмент гроба на радиоуглеродный анализ, тот показал, что гробу было всего около 250 лет. Заподозрив подделку, Мускарелла прекратил все контакты. Он также проинформировал Интерпол через ФБР.
Когда пакистанский профессор и по совместительству директор Института азиатских цивилизаций в Исламабаде Ахмад Дани изучил этот предмет, он понял, что возраст тела не соответствовал возрасту гроба. Коврику под телом было около пяти лет. Он связался с куратором Национального музея Пакистана Асмой Ибрагим, которая продолжила исследование. Во время исследования Иран и «Талибан» повторили свои требования. Представители «Талибана» утверждали, что задержали контрабандистов, которые вывезли мумию из Афганистана.
Как оказалось, надписи на нагрудной пластине на персидском языке были грамматически неверными. Вместо персидской формы имени дочери, Вардегуна, фальсификаторы использовали греческую версию — Родугуна. Компьютерная томография и рентген-сканирование в больнице Ага Хана показали, что мумификация проведена не по древнеегипетскому обряду — например, сердце было удалено вместе с остальными внутренними органами, тогда как сердце подлинной египетской мумии обычно оставляли внутри тела. Кроме того, сухожилия, которые на протяжении веков должны были разложиться, всё ещё оставались нетронутыми.
17 апреля 2001 года Асма Ибрагим опубликовала свой доклад, где заявила, что «персидская принцесса» на самом деле была современной женщиной возрастом 21-25 лет, вероятно, в 1996 году убитой ударом тупым предметом в тазовую область, например, после столкновения с автомобилем. После смерти её зубы были удалены, а её тазобедренный сустав, таз и позвоночник были повреждены до того, как её тело было заполнено порошком. Полиция начала расследование возможного убийства и арестовала ряд подозреваемых в Белуджистане.
Фонд Эдхи получил опеку над телом, а 5 августа 2005 года его представитель объявил, что тело должно быть захоронено по надлежащим погребальным обрядам.
В первой половине 2008 года после долгих лет бесплодного ожидания одобрения со стороны властей тело захоронено.

## В искусстве
Художница Хили Гринфельд в августе 2016 года в Иерусалиме открыла свою выставку под названием «Персидская принцесса». Выставка представляла собой дань памяти неизвестной женщине, которая в одно мгновение перешла от статуса принцессы в позолоченном гробу, выставленном в национальном музее, к жертве убийства, к которой интерес быстро иссяк. Художница стремилась поднять обсуждение знаков и символов, используемых фальсификаторами — таких как гравированные розочки, золотой Кипарис, лик Ахурамазды, Золотая Корона и т. д. Она изобразила символы на искусственной траве и создала гибрид лирических абстрактных картин, персидских ковров и граффити-росписи. Работы, которые показаны на стенах и на полу, кажутся граффити-росписями, а затем — коврами, но в обоих случаях они являлись имитацией оригинала.